# Camel Up
Camel Up è un gioco da tavolo in stile tedesco di Steffen Bogen pubblicato nel 2014 da Pegasus Spiele. I giocatori piazzano scommesse su una corsa di cammelli nel deserto alla base di una piramide: chi riesce a vincere più soldi vince la partita.
il gioco ha vinto vari premi, tra i quali l'edizione 2014 dello Spiel des Jahres.

## Il gioco
In Camel Up, fino a otto giocatori scommettono su cinque cammelli da corsa, cercando di indovinare chi vincerà la gara e su chi si piazzerà secondo in una veloce corsa intorno a una piramide. Prima si effettua la scommessa e più si può vincere, se si indovina correttamente, naturalmente. I cammelli non corrono nel modo normale ma a volte possono finire uno sopra l'altro e in tal modo possono essere trasportati verso il traguardo.

## Espansioni e nuove edizioni
Nel 2015 è stata pubblicata un'espansione chiamata Camel Cup: Supercup, che permette di giocare fino a 10 giocatori. Sempre nel 2015 è stata rilasciata anche un'applicazione mobile per dispositivi Android e iOS.
Nel 2016 è stata pubblicata Camel Up Cards, la versione di carte del gioco.
Alla fiera di Essen 2018, l'importante convention tedesca sui giochi da tavolo, Eggertspiele ha pubblicato una seconda edizione del gioco con nuove illustrazioni di Dennis Lohausen e Chris Quilliams e una revisione delle regole del gioco.

## Premi e riconoscimenti
- 2014
  - Spiel des Jahres: gioco vincitore[1];
  - Juego del Año: gioco finalista;